# Zadni Goły Wierch Liptowski
Zadni Goły Wierch Liptowski (słow. Zadný Holý vrch, 1970 m) – podrzędny szczyt Liptowskich Kop (Liptovské kopy). Znajduje się pomiędzy Wielką Kopą Koprową (Veľká kopa, 2052 m), od której oddziela go Turkowa Przełęcz (Turkovo sedlo, 1948 m), a Skrajnym Gołym Wierchem (Krajný Holý vrch), od którego oddziela go Koprowicka Przełęcz Wyżnia (Vyšné kôprovické sedlo, 1934 m). Jego wschodni stok w postaci szerokiej wypukłości opada do Doliny Koprowej. Tylko w najwyższej części jest trawiasty, niżej porasta go kosodrzewina i las. Wypukłość ta tworzy orograficznie lewe zbocza Dolinki Turkowej. W kierunku zachodnim stromym stokiem opada do Koprowickiego Kotła w górnym piętrze doliny Koprowicy.
Dawniej Zadni Goły Wierch Liptowski wraz ze Skrajnym Gołym Wierchem Liptowskim nazywano Gołymi Wierchami Smreczyńskimi lub po prostu Gołymi Wierchami. Partie wierzchołkowe tych szczytów są kopulaste i trawiaste, dawniej były wypasane. Według polskich topografów szczyty te wraz z całymi Liptowskimi Kopami zaliczane są do Tatr Wysokich, według słowackich do Tatr Zachodnich. W rejonie tych szczytów i pozostałych Liptowskich Kop polowali na kozice kłusownicy z Podhala. Obecnie jest to niedostępny turystycznie obszar ochrony ścisłej TANAP-u.
Pierwsze odnotowane wejście zimowe: Ludwik Leszko, Wacław Majewski, W. Skibniewski 2 lutego 1914 r.
Z rejonu tego szczytu schodzą do Doliny Koprowej kolosalne lawiny, największe w całych Liptowskich Kopach. Np. w marcu 1956 r. lawina o objętości 210 tysięcy metrów sześciennych zmiotła las na obszarze o rozmiarach ok. 400 × 400 metrów. Siłą podmuchu powaliła także drzewostan na przeciwległym stoku, a grubość lawiniska wyniosła 7 m.

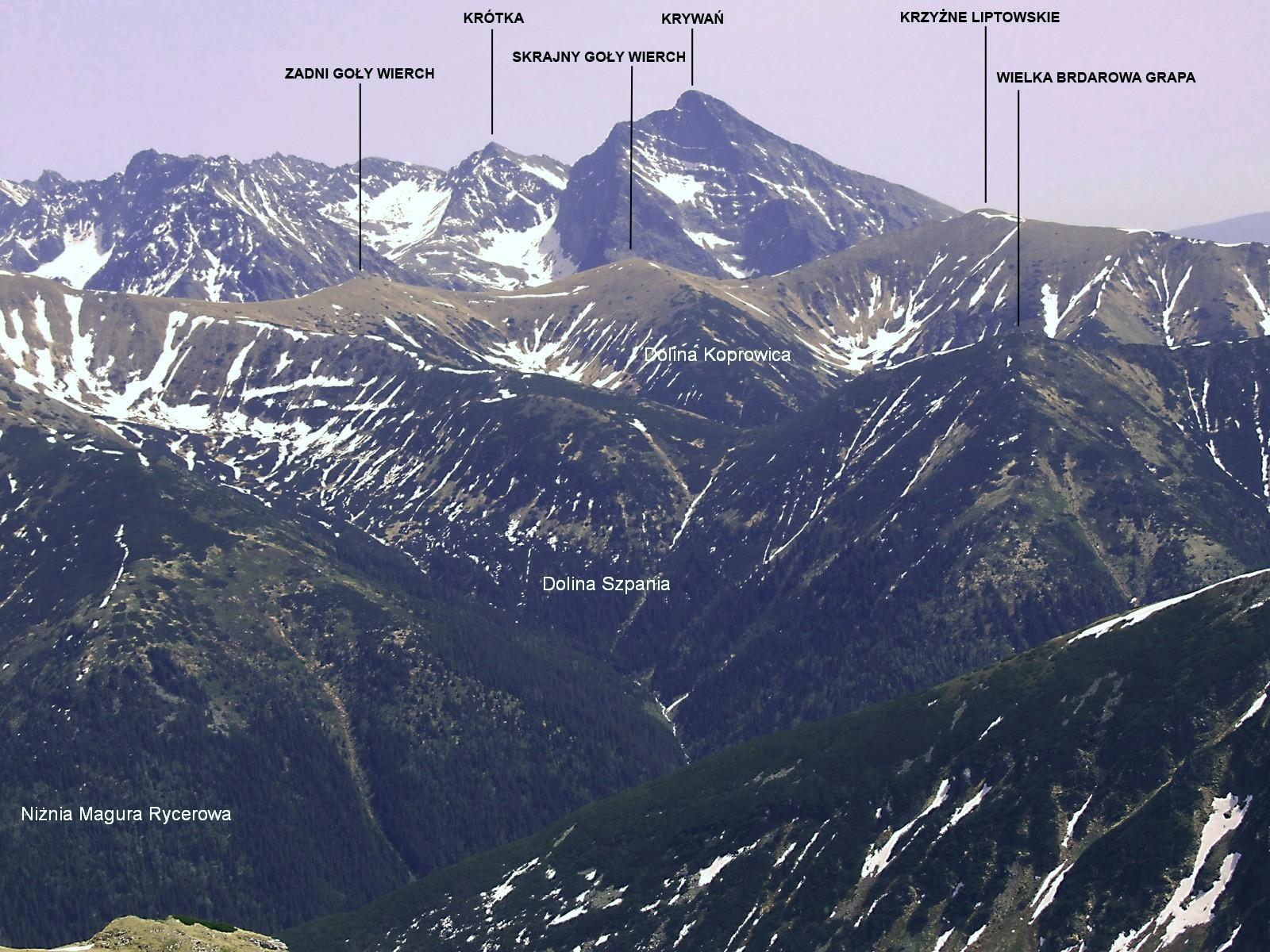
Gołe Wierchy na pierwszym planie
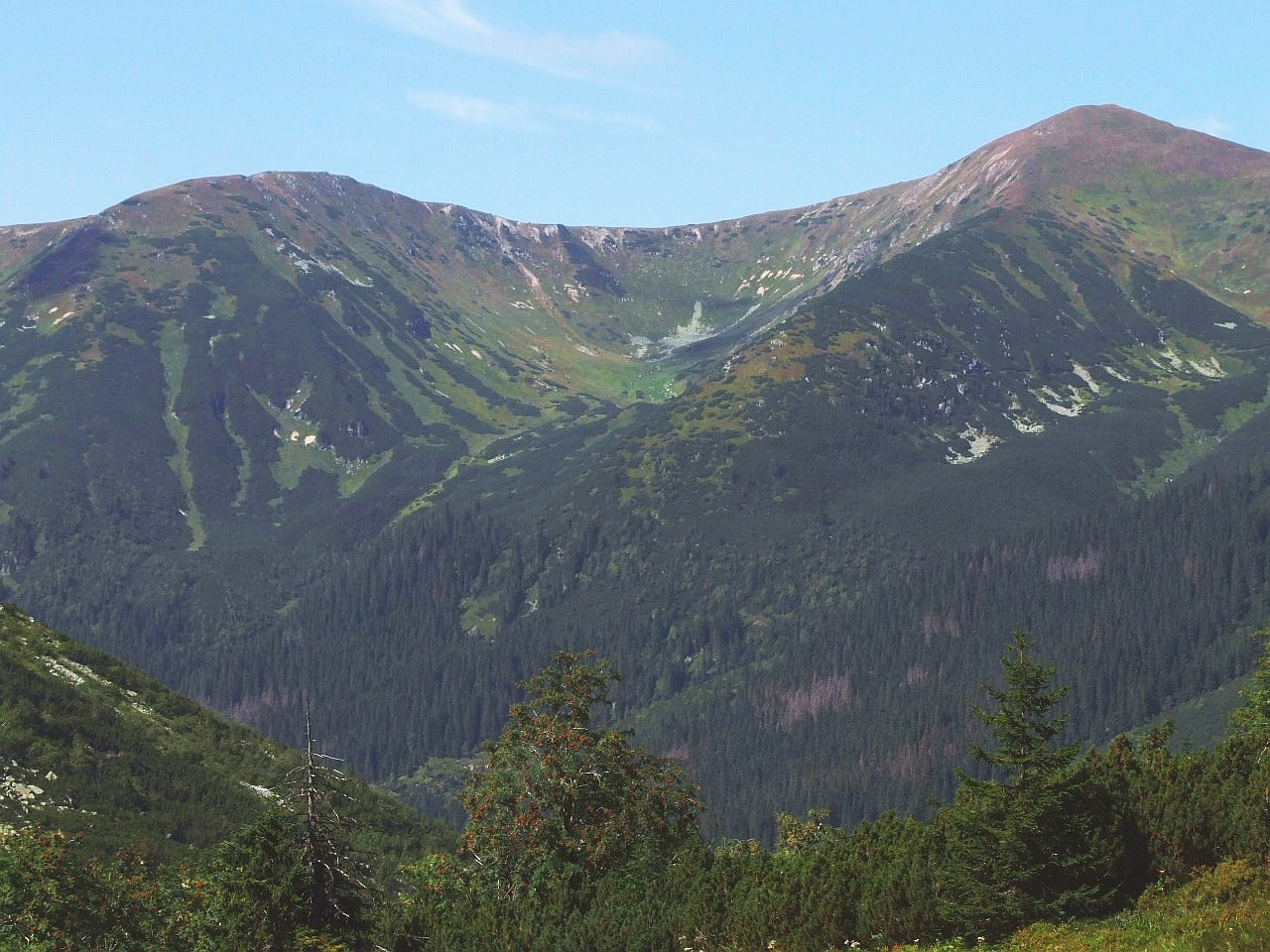
Dolina Turkowa, nad nią po lewej stronie Zadni Goły Wierch Liptowski